# Chelonoidis
Chelonoidis is een geslacht van schildpadden uit de familie landschildpadden (Testudinidae). Enkele van de grootste landbewonende schildpadden behoren tot deze groep. 

## Naam en indeling
De wetenschappelijke naam van de groep werd voor het eerst voorgesteld door Leopold Fitzinger in 1835. Er zijn vier soorten, die recentelijk tot de geslachten Geochelone en Testudo werden gerekend, waardoor de literatuur niet altijd eenduidig is over de wetenschappelijke naamgeving. De geslachtsnaam Chelonoidis is afgeleid van het Griekse Χελώνη (chelonos), dat 'schildpad' betekent.
Tussen 2002 en 2014 ontstond onder onderzoekers consensus dat er sprake is van verschillende soorten reuzenschildpadden op de eilanden binnen de Galapagos-archipel.V werden in de vorige eeuw als aparte soorten gezien waardoor het soortenaantal van het geslacht Chelonoidis veel hoger lag. De galapagosschildpadden worden tegenwoordig echter allemaal als ondersoorten van de galapagosreuzenschildpad (Chelonoidis niger) gezien.

## Uiterlijke kenmerken
De meeste soorten bereiken een schildlengte van ongeveer vijftig tot tachtig centimeter, alleen bij de galapagosschildpadden wordt het schild vaak meer dan een meter lang. Galapagosschildpadden hebben daarnaast vaak een uniform grijs tot zwart schild en ook de huid heeft een dergelijke kleur. De andere soorten uit het geslacht Chelonoides daarentegen hebben ook wel gele of rode kleuren in de schild- en huidtekening. 

## Levenswijze

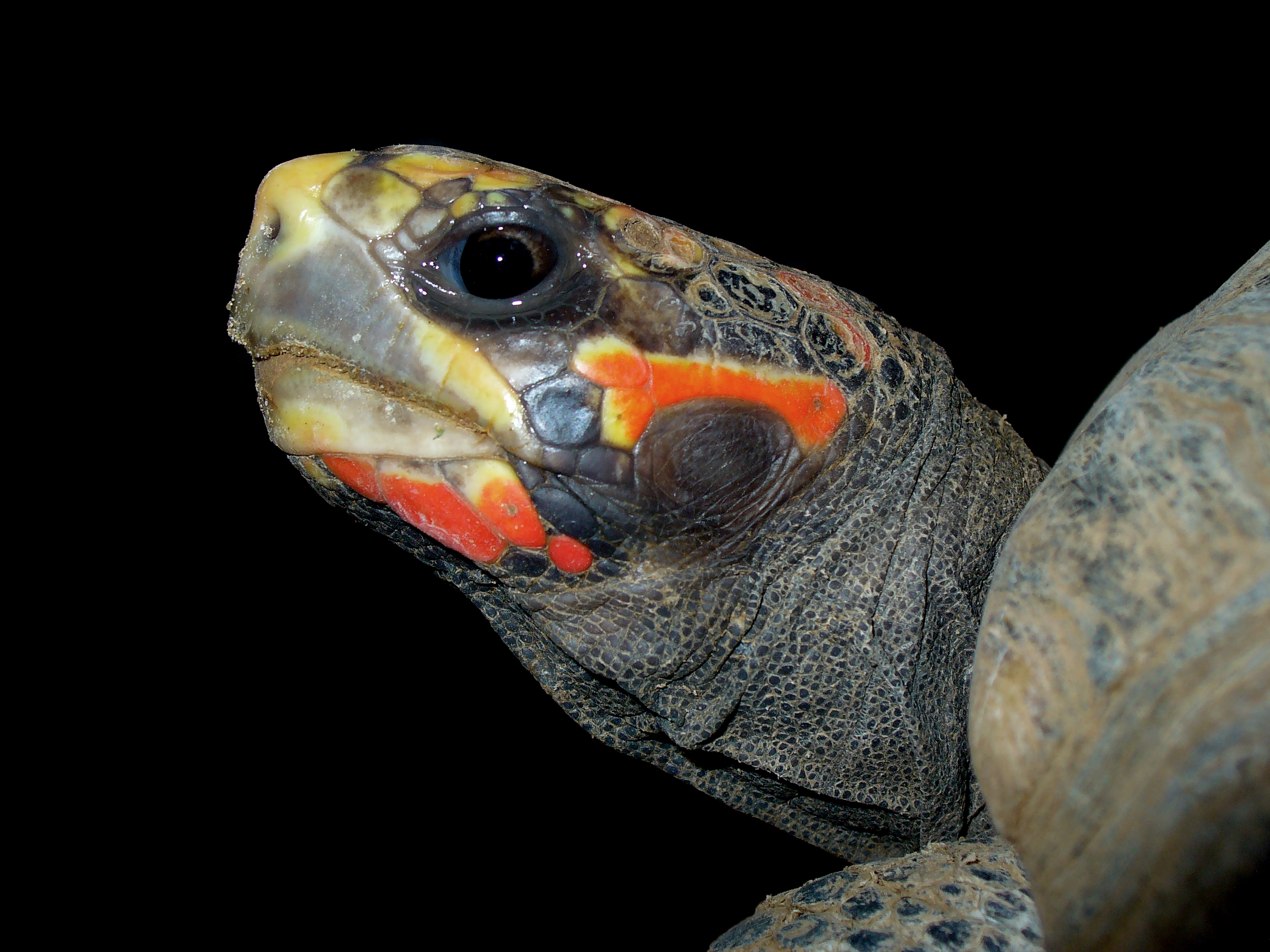
Kop van de kolenbranderschildpad (Chelonoidis carbonarius).

Alle soorten zijn overdag actief en leven van planten. Op het menu staan vooral grassen en cactussen maar ook wel sappige delen van planten zoals fruit. Van de galapagosschildpad wordt vermoed dat het een verspreider is van bepaalde plantenzaden. 
De schildpadden op het continentale vlak leggen ovale eieren terwijl de galapagosschildpad nagenoeg ronde eieren afzet. Het aantal eieren varieert van enkele tot enkele tientallen. De eieren hebben altijd een broze schaal. Vaak worden per seizoen meerdere legsels geproduceerd.

## Verspreiding en habitat
Alle soorten komen voor in Zuid-Amerika en leven in de landen Argentinië, Bolivia, Brazilië, Colombia, Ecuador, Frans-Guyana, Guadeloupe, Guyana, Nicaragua, Panama, Paraguay, Peru, Suriname, Trinidad en Venezuela. Drie van de vier soorten zijn continentaal, alleen de galapagosreuzenschildpad met al zijn ondersoorten is een eilandbewoner. Uit Argentinië zijn soorten bekend uit het midden van het Mioceen.
De habitat bestaat uit droge tropische en subtropische scrublands en tropische en subtropische bossen. Ook in door de mens aangepaste streken zoals weilanden kunnen de dieren worden aangetroffen. De schildpadden zijn typische landbewoners die voornamelijk leven van planten en niet van dierlijk materiaal zoals de meeste schildpadden. De galapagosreuzenschildpad leeft in wat drogere, rotsachtige streken. 

## Soorten
Er zijn tegenwoordig vier verschillende soorten, deze zijn in de onderstaande tabel weergegeven, met het verspreidingsgebied.
| Naam                                                    | Verspreidingsgebied                                                                                              |
| ------------------------------------------------------- | --- |
| Kolenbranderschildpad (Chelonoidis carbonarius)         | Argentinië, Brazilië, Colombia, Frans-Guyana, Guyana, Nicaragua, Panama, Paraguay, Suriname, Trinidad, Venezuela |
| Chileense landschildpad (Chelonoidis chilensis)         | Bolivia, Paraguay, Argentinië                                                                                    |
| Braziliaanse reuzenschildpad (Chelonoidis denticulatus) | Bolivia, Brazilië, Colombia, Ecuador, Frans-Guyana, Guadeloupe, Guyana, Peru, Suriname, Trinidad, Venezuela      |
| Galapagosreuzenschildpad (Chelonoidis nigra)            | Galapagoseilanden                                                                                                |